# Perdita montereyensis
Perdita montereyensis är en biart som beskrevs av Timberlake 1956. Perdita montereyensis ingår i släktet Perdita och familjen grävbin. Inga underarter finns listade i Catalogue of Life.